# Alfred Nobel
Alfred Bernhard Nobel (spreek uit: no-bel) (Stockholm, 21 oktober 1833 – San Remo, 10 december 1896) was een Zweeds chemicus en industrieel. Het bekendst is zijn uitvinding van het dynamiet in 1866, hoewel hij ook een reeks andere explosiemiddelen heeft uitgevonden en gefabriceerd. Het chemische element Nobelium is naar hem genoemd.
Nobel bepaalde in zijn testament dat van de rente van zijn kapitaal van circa 32 miljoen Zweedse kronen elk jaar op zijn sterfdag (10 december) vijf Nobelprijzen moesten worden uitgereikt. Hiertoe moest de Nobelstichting worden opgericht. In zijn testament stelde hij vast dat de prijzen bestemd moesten zijn voor hen die in het afgelopen jaar aan de mensheid het grootste nut hebben verschaft.

## Biografie
Nobel werd geboren als derde zoon van Immanuel Nobel (1801–1872) en Caroline Andrietta Ahlsell (1805–1889) in Stockholm. Verscheidene broers en zussen van Alfred stierven jong en ook hij kampte in zijn kinderjaren met gezondheidsproblemen. Het Duitse Museum voor Epilepsie noemt Nobel bij de beroemde figuren die leden aan deze aandoening.
Het gezin Nobel, met een nog jonge Alfred, trok naar Sint-Petersburg, waar vader Nobel een machinefabriek begon. In 1859 werd deze fabriek vanwege slechte resultaten overgedragen aan de tweede zoon, Ludvig Nobel (1831–1888), die het bedrijf wel tot grote bloei wist te brengen. Hierna keerde Alfred met zijn vader terug naar Zweden en begon met een studie over explosieven en in het bijzonder zoekend naar een methode voor veilige productie van nitroglycerine in vaste vorm, in plaats van vloeibare vorm, voor gebruik in staven. Er vonden verschillende onbedoelde explosies plaats in de fabriek van de familie Nobel, en door een fatale ontploffing werden in 1864 Alfreds jongere broer Emil en een aantal werknemers gedood. Niet lang daarna vond Nobel alsnog een veilige methode om nitroglycerine tot ontploffing te brengen: vermengd met diatomeeënaarde (als absorberend medium) bleef het stabiel tot ongeveer 35 °C. Nobel noemde de stabiele springstof "dynamiet" en werd al snel schatrijk door de verkoop. Naast mijnbouwbedrijven waren ook wapenfabrikanten grote afnemers.
In 1888 woonde Nobel in Parijs en las op 13 april in een plaatselijke krant dat hij was overleden (men verwarde Alfred met zijn broer Ludvig Nobel, die inderdaad pas gestorven was) en in zijn necrologie werd hij betiteld als de ‘handelaar in de dood’, die dankzij zijn uitvinding van dynamiet rijk werd van het oorlogsleed dat hij de mensheid aandeed. Dat bericht had een grote invloed op hem wat hem aanzette om te proberen zijn naam te zuiveren. Hij veranderde uiteindelijk in 1895 zijn testament zo dat zijn nalatenschap gebruikt moest worden voor wat uiteindelijk de Nobelprijzen werden voor natuurkunde, scheikunde, geneeskunde, letterkunde en de vrede.
Minder bekend is het feit dat Alfred Nobel ook toneelschrijver was, en ondanks het ontbreken van voortgezet onderwijs, op eigen kracht een brede talenkennis ontwikkelde: naast Zweeds kende hij ook Frans, Russisch, Engels, Duits en Italiaans. Hij kon in het Engels zelfs poëzie schrijven. Zijn (overigens enige) toneelstuk (Nemesis), een tragedie in vier bedrijven over Beatrice Cenci, gedeeltelijk geïnspireerd op Percy Bysshe Shelleys tragedie The Cenci, werd gedrukt toen hij stervende was. Op drie exemplaren na werd de hele voorraad onmiddellijk na zijn dood vernietigd, omdat het als schandelijk en blasfemisch beschouwd werd. De eerste werkelijk gepubliceerde editie (tweetalig Zweeds-Esperanto) werd gepubliceerd in Zweden in 2003. Het toneelstuk is sindsdien niet vertaald in andere talen dan het Esperanto.

### Overlijden
Nobel was reeds een tijdje ziek en dit werd uiteindelijk niet beter. Hij overleed ten slotte op 10 december 1896 in zijn villa in San Remo.
Alfred Nobel werd begraven op het kerkhof Norra in Stockholm.

## Villa Nobel
In 1891 kocht Alfred Nobel te San Remo in Italië, de in 1870 onder architectuur van architect Filippo Grossi gebouwde villa die hij Mijn nest noemde, later wijzigde hij de naam in Villa Nobel. Hij wilde er na al zijn reizen en ondernemingen tot rust komen. In de tuin van het enorme, aan zee grenzende, park bouwde hij zijn laboratorium. Hij deed regelmatig ontstekingsproeven in zee, hetgeen hem geen vrienden onder zijn buren opleverde. De villa is in 2002 na een grondige restauratie heropend en kan thans door het publiek worden bezocht. Villa Nobel is in handen van de provincie Imperia en er worden regelmatig exposities gehouden. Ook is een deel van het huis heringericht met zijn oorspronkelijke meubels.
Nobels naam is nog te vinden in door hem opgerichte bedrijven zoals Nobel Industries, dat later opging in het AkzoNobelconcern.

## Nobelprijs
In de Noorse hoofdstad Oslo wordt jaarlijks op de sterfdag van Alfred Nobel, 10 december, de Nobelprijs voor de Vrede uitgereikt; de overige Nobelprijzen worden op dezelfde dag in de Zweedse hoofdstad Stockholm uitgereikt. De winnaars van de prijzen worden begin oktober bekendgemaakt. Sinds 1969 wordt een naar Alfred Nobel vernoemde economieprijs door de Sveriges Riksbank uitgereikt.